# Hermann Arnold (Richter)
Hermann Oskar Alexander Arnold (* 19. August 1874 in Elsenfeld bei Deutsch Krone; † 24. März 1961 in Leipzig) war ein deutscher Reichsgerichtsrat.

## Leben
Der Sohn eines Gutsbesitzers legte 1896 in Kassel die erste Staatsprüfung, 1900 in Berlin die zweite Staatsprüfung ab. 1900 wurde er Gerichtsassessor bei der Provinzialverwaltung Posen. 1904 kam er als Amtsrichter nach Filehne. 1910 wurde er nach Posen versetzt. Seit 1908 wurde er als Hilfsrichter am Oberlandesgericht Posen eingesetzt. 1914 erfolgte die Ernennung zum Oberlandesgerichtsrat. 1920 kam er an das Oberlandesgericht Stettin. Von 1921 bis 1922 war er stellvertretender Präsident des Auflösungsamts für Familiengüter in Stettin. 1924 wurde er an das Reichsgericht berufen. Er war im IV. Strafsenat, im Staatsgerichtshof zum Schutz der Republik und dann im VI. Zivilsenat tätig. Nach 1933 wurde er Mitglied der Akademie für Deutsches Recht. Am 1. Juli 1939 trat er in den Ruhestand. 1943 war Arnold Unterzeichner der „13 Sätze über Auftrag und Dienst der Kirche“, die Theophil Wurm (1868–1953) verfasst hatte.

## Mitgliedschaften
- Mitglied der DNVP